# Calanana bispinosa
Calanana bispinosa är en insektsart som beskrevs av Beamer 1939. Calanana bispinosa ingår i släktet Calanana och familjen dvärgstritar. Inga underarter finns listade i Catalogue of Life.